# Ribeirão Lontra
Ribeirão Lontra är ett vattendrag i Brasilien.   Det ligger i delstaten Mato Grosso do Sul, i den södra delen av landet, 900 km sydväst om huvudstaden Brasília.
Trakten runt Ribeirão Lontra består i huvudsak av gräsmarker. Trakten runt Ribeirão Lontra är nära nog obefolkad, med mindre än två invånare per kvadratkilometer.